# L'amico Fritz
L'amico Fritz è una commedia lirica in tre atti di Pietro Mascagni, su libretto di Nicola Daspuro (sotto lo pseudonimo di P. Suardon), basato sulla commedia L'ami Fritz del 1876 della coppia Erckmann-Chatrian.
La prima rappresentazione si tenne con successo al Teatro Costanzi di Roma (l'attuale Teatro dell'Opera) il 31 ottobre 1891, diretta da Rodolfo Ferrari con Fernando De Lucia, Emma Calvé e Paul Lhérie.

## Sinossi
L'azione si svolge in un paese dell'Alsazia.
Atto primo
Fritz Kobus è un giovane e ricco possidente considerato un benefattore del suo paese, perché sempre pronto a far del bene ed a soccorrere i bisognosi. Scapolo irriducibile, passa la vita gaiamente con gli amici Federico e Hanezò, anch'essi fedelissimi al celibato, e si prende giuoco del buon rabbino David, solo desideroso d'intrecciare fidanzamenti e benedire matrimoni.
Così scommette col rabbino una delle sue belle vigne che questi non riuscirà a convertire lui pure al matrimonio. È la festa di Fritz e dopo i consueti amici giunge Suzel, la giovanissima figlia del fattore, a recare il suo modesto dono - un mazzolino di violette - al padrone. Questi resta colpito dalla bellezza e dalla grazia della fanciulla e la fa sedere con gli amici alla sua tavola. Arriva Beppe, un giovane zingaro che fu salvato un giorno da Fritz mentre infuriava una bufera, e sul suo violino canta le lodi del giovane signore.
Fritz si schermisce e protesta di non meritare tanti riconoscimenti. Suzel, timidissima, chiede il permesso di andarsene, mentre David sentenzia che presto quella ragazza sarà la più vaga sposina dell'Alsazia. Intanto un corteo di orfanelli, al suono di una marcia, viene sotto le finestre di Fritz a rendere omaggio al benefattore del luogo.
Atto secondo
Fritz è venuto a passare alcuni giorni nella fattoria; quasi insensibilmente si è affezionato a Suzel, ha con lei ingenui e dolci colloqui, ma non osa confessare neanche a se stesso di essersi innamorato della ragazza. Suzel, dal canto suo, è innamoratissima del giovane padrone; la sua timidezza e il pensiero di essere di condizione molto inferiore le impediscono però di manifestare i suoi sentimenti.
Il rabbino David, che si è accorto di tutto, riesce con uno stratagemma - facendo recitare a Suzel il brano della Bibbia che riguarda Rebecca e il suo amore per Isacco - a far confessare alla fanciulla il suo segreto. Subito dopo, parlando a Fritz del prossimo matrimonio di Suzel con un giovane del paese, ha la certezza che anche Fritz è innamorato, perché questi - riuscendo a malapena a dissimulare disappunto e agitazione - riparte con gli amici per la città, senza neanche salutare Suzel.
Vedendo allontanarsi così improvvisamente l'oggetto dei suoi sogni senza capirne la ragione, Suzel è presa dalla disperazione e non può nascondere le lacrime.
Atto terzo
Tornato nella sua casa, Fritz è triste e pensa continuamente alla ragazza che ha lasciato senza neanche un saluto.
Beppe tenta di consolarlo, narrandogli le sue pene d'amore, ma non riesce che ad aumentare la mestizia dell'amico. David, poi, giunge a parlargli ancora dell'imminente matrimonio di Suzel: il padre della ragazza dovrà venire quello stesso giorno per il consenso del padrone. Fuori di sé per la gelosia, Fritz grida che non darà mai il suo consenso.
Ma davanti a Suzel, che lo supplica timidamente di aiutarla a salvarsi da quelle nozze che essa non vuole, il giovane non resiste più e confessa il suo amore.
Con grande gioia del rabbino, che così ha vinto la vigna ma la regala a Suzel come dono di nozze, i due giovani sono finalmente uniti. E David pensa già a cercare moglie anche per Federico e per Hanezò, gli amici di Fritz ancora scapoli irriducibili.

## Brani celebri

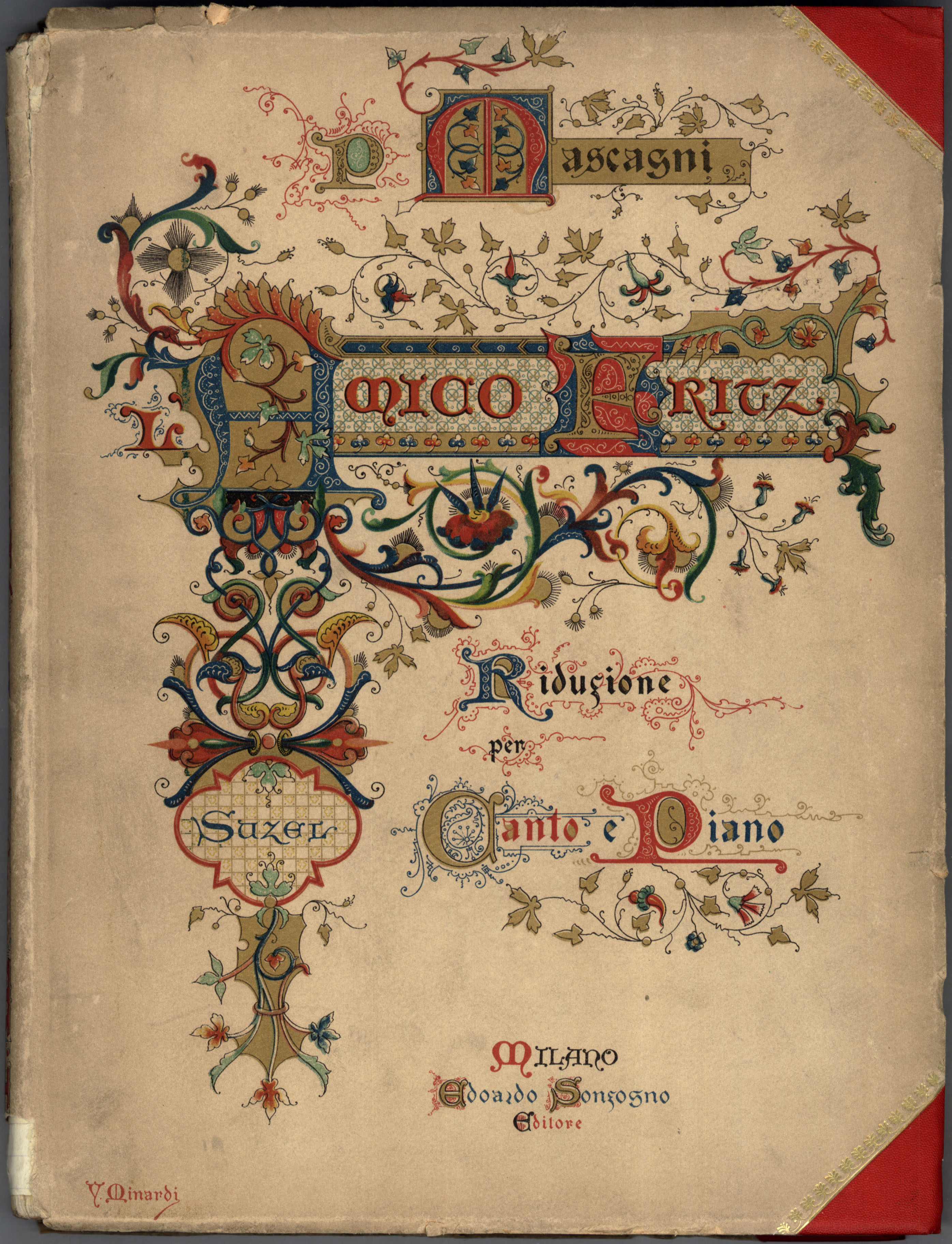
L'amico Fritz, riduzione per pianoforte

### Atto primo
- "Son pochi fiori", Romanza di Suzel
- "Laceri, miseri", Racconto di Beppe
- "Per voi ghiottoni inutili" , Aria di David

### Atto secondo
- "Suzel, buon dì", duetto "delle ciliegie" di Fritz e Suzel
- "Faceasi vecchio Abramo", duetto di Suzel e David
- Intermezzo

### Atto terzo
- "O pallida che un giorno mi guardasti", romanza di Beppe
- "Ed anche Beppe amò", romanza di Fritz
- "Non mi resta che il pianto", romanza di Suzel
- "Ah, ditela per me quella parola", duetto di Suzel e Fritz

## Organico orchestrale
La partitura di Mascagni prevede l'impiego di:
- ottavino, 2 flauti 2 oboi, 2 clarinetti, 2 fagotti
- 4 corni, 2 trombe, 3 tromboni, 1 basso tuba
- timpani, percussioni
- 2 arpe
- archi
- banda interna.

## Discografia
- Orchestra Sinfonica e Coro di Torino della Radiotelevisione Italiana, Maestro del Coro: Bruno Erninero, Pietro Mascagni (Direttore), Pia Tassinari (Suzel), Ferruccio Tagliavini (Fritz Kobus), Amalia Pini (Beppe, lo zingaro), Saturno Meletti (David, il rabbino), Armando Giannotti (Federico), Pierluigi Latinucci (Hanézo), Giulia Abba Bersone (Caterina, la governante di Fritz), Ricostruzione tecnica 1979;
- Orchestra e Coro del Teatro di San Carlo, Napoli - Rina Gigli-Suzel, Beniamino Gigli-Fritz, Miriam Pirazzini-Beppe, Afro Poli-David . Direttore d'orchestra Gianandrea Gavazzeni Live Napoli 1951 - 2CD Eklipse EKR CD11 - 2CD Archipel ARPCD 0019 (by magylla)
- Orchestra e Coro della Rai Radiotelevisione Italiana Milano . Rosanna Carteri-Suzel, Cesare Valletti-Fritz, Rina Corsi-Beppe, Carlo Tagliabue-David - direttore d'orchestra -Vittorio Gui -  Rai-Milano 1953 - 2CD Cantus 5.00498 F (by magylla)
- Orchestra e Coro del Teatro alla Scala di Milano - Mirella Freni-Suzel, Gianni Raimondi-Fritz, Bianca Maria Casoni-Beppe, Rolando Panerai-David, Piero de Palma-Federico direttore Gianandrea Gavazzeni Live 7 dicembre 1962 2CD Myto MCD 865.336 - 3CD FonitCetra CDE 1041 con Cavalleria Rusticana  (by magylla)
- Orchestra Sinfonica e Coro di Roma della Radiotelevisione Italiana, Ferruccio Scaglia (Direttore), Gianna Galli (Suzel), Franco Bonisolli (Fritz Kobus), Giuseppina Arista (Beppe, lo zingaro), Antonio Boyer (David, il rabbino), Gabriele De Julis (Federico), Giorgio Onesti (Hanézo), Anna Maria Borrelli (Caterina, la governante di Fritz), Registrazione del 14.09.1966"
- Royal Opera House Chorus & Orchestra, Covent Garden, Mirella Freni (Suzel), Luciano Pavarotti (Fritz Kobus), Laura Didier Gambardella (Beppe, lo zingaro), Vicente Sardinero (David, il rabbino), Benito Di Bella (Hanézo), Luigi Pontiggia (Federico), Malvina Major (Caterina, la governante di Fritz), Chorus Master Douglas Robinson, Direttore Gianandrea Gavazzeni, ANGEL SBL 3737;
- Orchestra Accademia Strumentale Toscana e Coro Cooperativa Artisti Associati. Sandra Pacetti-Suzel, Pietro Ballo-Fritz, Paola Romanò-Beppe, Armando Ariostini-David,Carlo Bosi-Federico ..... direttore del Coro-Stefano Visconti , direttore d'orchestra-Alessandro Pinzauti . 2CD Fonè CD 93 F 10 - 1994 (by magylla)
- Orchester der Deutschen Oper Berlin, Chor der Deutschen Oper Berlin - Angela Gheorghiu-Suzel, Roberto Alagna-Fritz, Laura Polverelli-Beppe, George Petean-David, Yosep Kang-Federico - Maestro del Coro William Spaulding - Direttore d'orchestra Alberto Veronesi - 2CD Deutsche Grammophon 00289 477 8358 - 2009 (by magylla)
- "Duetto delle ciliegie" - Orchestra Sinfonica dell'EIAR, Direttore Ugo Tansini, Ferruccio Tagliavini (Fritz Kobus) Tenore, Magda Olivero (Suzel) Soprano, Cetra, BB 25050, 1942;
- Brani: "Tutto ho tentato...tutto ", Ferruccio Tagliavini (Fritz Kobus) Tenore, Amalia Pini (Suzel) soprano, Coro e Orchestra Sinfonica dell'EIAR Direttore Pietro Mascagni, Cetra CB 20325, 01.11.1942;
- "Intermezzo" II-III Atto, Orchestra Sinfonica dell'EIAR Direttore Pietro Mascagni, Cetra, CB 20325, 01.11.1942;
- "Son pochi fiori": Pia Tassinari (Suzel) soprano, Maestro Armando La Rosa Parodi, Cetra, BB 25037, 25.08.1941;
- "Non mi resta che il pianto": Pia Tassinari (Suzel) soprano, Maestro Armando La Rosa Parodi, Cetra, BB 25037, 25.08.1941.